# Ủy ban giám sát các quốc gia trung lập
Ủy ban giám sát các quốc gia trung lập (tiếng Hàn: 중립국 감독위원회; Hanja: 中立國監督委員會; Hán-Việt: Trung lập quốc Giám đốc Uỷ viên hội; tiếng Anh: Neutral Nations Supervisory Commission viết tắt NNSC) được thành lập bởi Hiệp định đình chiến Triều Tiên ký ngày 27 tháng 7 năm 1953, tuyên bố đình chiến trong Chiến tranh Triều Tiên. Đó là, với Ủy ban đình chiến quân sự, một phần của cơ chế điều chỉnh các mối quan hệ giữa Cộng hòa Dân chủ Nhân dân Triều Tiên và Đại Hàn Dân quốc.
Nhiệm vụ của NNSC là tiến hành kiểm tra và điều tra để đảm bảo thực hiện các đoạn 13 (c) và 13 (d) của Hiệp định đình chiến, nhằm ngăn chặn quân tiếp viện được đưa vào Triều Tiên, hoặc là quân nhân bổ sung hoặc vũ khí mới, khác với việc thay thế từng mảnh của thiết bị bị hư hỏng hoặc bị hao mòn. Các báo cáo đã được lập cho Ủy ban đình chiến quân sự.
Theo Hiệp định đình chiến, NNSC sẽ bao gồm bốn sĩ quan cao cấp, hai trong số đó sẽ được bổ nhiệm bởi các quốc gia trung lập do Bộ Tư lệnh Liên hợp quốc (UNC) đề cử và hai trong số đó sẽ được chỉ định bởi các quốc gia trung lập do Quân đội Nhân dân Triều Tiên và Chí nguyện quân Nhân dân Trung Quốc. Thuật ngữ "các quốc gia trung lập" được định nghĩa là những quốc gia có lực lượng chiến đấu không tham gia chiến sự ở Triều Tiên. Bộ Tư lệnh Liên Hợp Quốc đã chọn Thụy Sĩ và Thụy Điển, trong khi Quân đội Nhân dân Triều Tiên và Chí nguyện quân Nhân dân chọn Tiệp Khắc và Ba Lan.
NNSC được hỗ trợ bởi hai mươi Đội Thanh tra Quốc gia Trung lập, mười đội thường trực tại các cảng ở Triều Tiên và Hàn Quốc, và mười đội di động. The Armistice không chỉ định cách thức hoạt động của các đội. Các đội Thụy Sĩ và Thụy Điển có quy mô nhỏ, dựa vào chủ nhà của họ để cung cấp hỗ trợ nhân sự, phương tiện và thiết bị liên lạc để báo cáo lại cho Ủy ban Giám sát. Các đội Tiệp Khắc và Ba Lan lớn hơn nhiều và hoàn toàn tự túc, bao gồm xe tải vô tuyến hạng nặng, phiên dịch viên, đầu bếp và thiết bị lộn xộn.